# Рапонтикоидес Талиева
Рапонтикоидес Тали́ева (лат. Rhaponticoides taliewíi) — растение, вид рода Рапонтикоидес (Rhaponticoides) семейства Астровые, или Сложноцветные. Включён в Красные книги России, Украины и Казахстана. Раньше вид относился к роду Василёк (Centaurea), поэтому часто встречается под прежним названием василёк Тали́ева (лат. Centaurea taliewíi).

## Ареал и среда обитания
Восточнопричерноморско-прикаспийский эндемик. Произрастает на территории России — на Нижнем Дону, в Калмыкии, Самарской и Саратовской областях, Нижнем Поволжье, Заволжье и Крыму; на территории Украины — в Северном Приазовье; на территории Казахстана в северо-западных прикаспийских областях.
Предпочитает относительно сухие ковыльные, ковыльно-типчаковые и полынно-ковыльные степи, иногда встречается на солонцах и обнажениях известняка и мела.

## Описание
Многолетние растение высотой от 50 до 100 см.
Стебель ветвистый, паутинисто-опушённый. Растение либо всё, либо в нижней части покрыто редкими оттопыренными относительно длинными волосками.
Листья перисто-рассечённые, остропильчато-зубчатые.
Корзинки относительно крупные, обёртки до 3 см, наружные листочки обёртки в виде каймы. Цветки — золотисто-жёлтые. Цветёт в июне, иногда повторно в октябре.
Семена коричневые с полосками, блестящие. Плодоносит обильно.
Растёт, как правило, популяциями по 5—30 особей.

## Охрана
Включён в Красные книги следующих субъектов Российской Федерации: Белгородская область, Волгоградская область, Калмыкия, Ростовская область, Самарская область, Саратовская область, а также в Красную книгу Донецкой области Украины.
Также включен в красную книгу Республики Казахстан.

## Ботаническая классификация

### Синонимы
По данным The Plant List на 2010 год, в синонимику вида входят:
- Centaurea korshinskyi Iljin
- Centaurea taliewii Kleopow